# رابطة متدلية

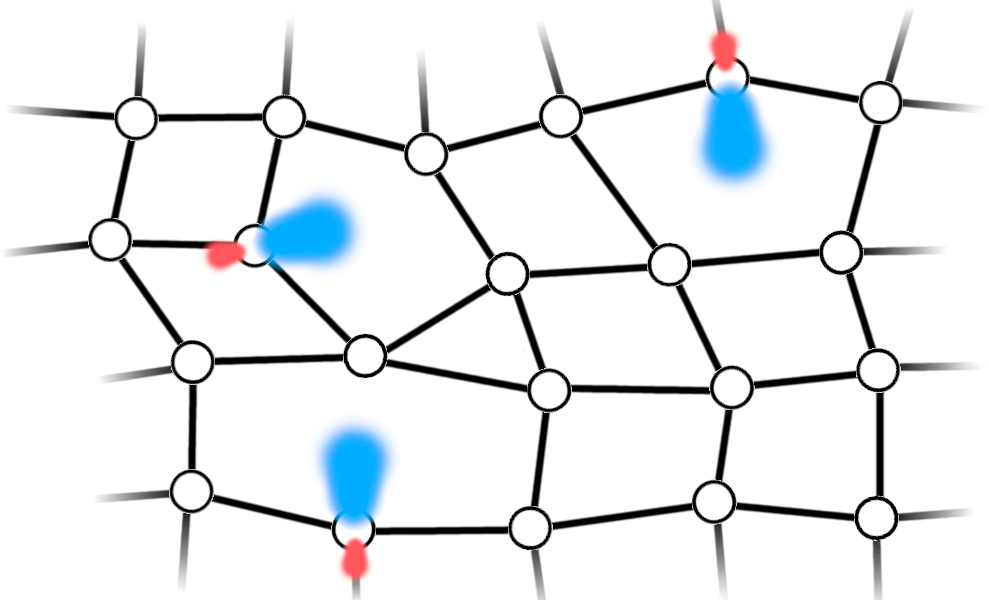
رسم تخطيطي للروابط المتدلية في السيليكون غير المتبلور

الروابط المتدلية  في الكيمياء هي توصيف لحالة تكافؤ غير مشبعة في ذرة غير متمركزة. تشكل الذرات في العادة روابط تساهمية مع الذرات الأخرى كي تملأ مداراتها الإلكترونية؛ ولكن في حال غياب تلك الذرات المجاورة فتدعى تلك الحالة بالرابطة المتدلية، وكذلك هو توصيف للجذور الحرة.
يستخدم هذا المصطلح عادة في مجال صناعة أشباه الموصلات لوصف حالة ذرات السيليكون.